# 하남우체국
하남우체국(河南郵遞局)은 대한민국 과학기술정보통신부 우정사업본부 경인지방우정청 소속의 우편물 취급기관이다. 경기도 하남시 덕풍동에 있다.

## 연혁
- 1939년 3월 26일: 신장우편취급소 개소
- 1949년 8월 30일: 신장우체국으로 승격
- 1978년 4월 28일: 현청사 신축 이전
- 1991년 1월 10일: 5급 관서로 승격
- 1992년 11월 23일: 하남우체국으로 명칭 변경
- 2010년 11월 8일: 우편구역을 하남시 전 지역으로 고시[1]
- 2011년 5월 20일: 경기서부우체국을 하남감북동우체국으로 명칭 변경[2]
- 2012년 8월 11일: 하남풍산동우편취급국 폐국[3]
- 2013년 1월 31일: 하남석해우편취급국 위탁계약 해지[4]
- 2014년 1월 1일: 우편구역을 다음과 같이 고시[5]

| 배달국     | 배달구역      | 구역번호      |
| ---------- | ------------- | ------------- |
| 하남우체국 | 하남시 전지역 | 12900 ~ 13029 |

- 2017년 6월 5일: 하남우체국 개축공사에 따라 우편물류과가 대성로 291 (덕풍동)로 이전[6]
- 2017년 10월 10일: 하남미사2동우체국 개국[7]
- 2018년 4월 30일: 하남우체국 개축공사에 따라 영업과가 신장동로 35 (신장동)로 이전[8]
- 2020년 4월 27일 : 하남우체국 신청사 준공에 따라 영업과 및 우편물류과를 신장로 165 (덕풍동)로 통합 이전[9]
- 2021년 2월 1일 : 하남미사2동우편취급국 설치[10]

## 관할 우체국
| 우체국명              | 사진 | 주소                                         | 비고                                         |
| --------------------- | ---- | -------------------------------------------- | -------------------------------------------- |
| 하남감북동우체국      |      | 경기도 하남시 감북로 26(감일동)              | 2011년 5월 20일 경기서부우체국에서 명칭 변경 |
| 하남미사2동우체국     |      | 경기도 하남시 미사강변대로226번길 48(망월동) | 2017년 10월 10일 신설                        |
| 하남미사2동우편취급국 |      | 경기도 하남시 미사강변한강로 152, 103호      | 2021년 2월 1일 신설                          |
| 하남석해우편취급국    |      | 경기도 하남시 하남대로 777번길 14(신장동)    |                                              |
| 하남창우동우체국      |      | 경기도 하남시 대청로 80(창우동)              |                                              |
| 하남풍산동우편취급국  |      | 경기도 하남시 풍산동 217-3                   | 2012년 8월 11일 폐국                         |

## 조직
- 영업과
- 경영지도실
- 우편물류과